# Colocleora turlini
Colocleora turlini är en fjärilsart som beskrevs av Claude Herbulot 1982. Colocleora turlini ingår i släktet Colocleora och familjen mätare. Inga underarter finns listade i Catalogue of Life.